# Награда Европске уније за књижевност
Награда Европске уније за књижевност (The European Union Prize for Literature — EUPL) је награда у области књижевности коју од 2009. године додељује Европска унија. Циљ је да се препознају нови изузетни књижевни таленти из целе Европе, промовишу и преводе књижевна дела међу европским земљама и да се истакне креативност и разноликост европских народа.
Књижевни конкурс за најбољу европску причу расписује конзорцијум Европске награде за књижевност који сачињавају Европски савет писаца (EWC), Европска федерација издавача (FEP) и Европска и међународна федерација књижара и дистрибутера (EIBF), уз подршку Европске комисије за књижевност. Награда се финансира из програма Европске уније Креативна Европа и доступна је свим земљама учесницама овог програма.
Награђене ауторе именују наизменично национални жирији трећине земаља чланица програма. На овај начин су у трогодишњем периоду заступљене све земље које испуњавају услове за подршку у оквиру програма Креативна Европа.
Победници добијају 5.000 евра и подршку фондова за превођење на друге језике и промоцију у другим земљама.

## Државе учеснице
- 28 чланица Европске уније
- 3 чланице Европског економског простора (Исланд, Лихтенштајн и Норвешка)
- Кандидати и потенцијални кандидати за улазак у ЕУ (Албанија, Босна и Херцеговина, Косово, Црна Гора, Северна Македонија, Србија и Турска)
- Државе у програму европске политике добросуседства (Јерменија, Грузија, Молдавија, Тунис и Украјина)[5]

### Преводи
Европска унија промовише превођење књижевна дела и међунационалну циркулацију књижевности у Европи и шире, истичући њену креативност и разноликост. Већина награђених дела преведена је на српски језик.

## Победници
У попису су, код дела која су преведена на српски, наслови и имена аутора дата у преводу, онако како се могу пронаћи у бази Кобис. Код непреведених дела наслови и имена аутора дати су и у оригиналу.

### 2009.
- Аустрија : Паулус Хохгатерер, Слаткост живота
- Хрватска : Мила Павићевић, Девојчица од леда и друге бајке
- Француска : Емануел Пагано, Млади троглодити
- Мађарска : Ноеми Сечи, Комуниста Монте Кристо
- Ирска : Карен Гилис, Наплавине
- Италија : Данијеле Дел Ђудиче, Покретни хоризонт
- Литванија : Лаура Синтија Черњаускајте, Дисање у мермер
- Норвешка : Карл Фроде Тилер, Заокруживање
- Пољска : Јацек Дукај, Лед
- Португал : Дулсе Марија Кардозо, Моја саосећања
- Словачка : Павол Ранков, Догодило се првог септембра (или неког другог дана)
- Шведска : Хелена Хеншен, У сенци злочина[7]

### 2010
- Белгија : Петар Терин, Чувар
- Кипар : Мирто Азина Хрониди, Експеримент
- Данска : Адда Дјеруп, Тачка најмањег отпора
- Естонија : Тит Алексејев, Ходочашће
- Финска : Рику Корхонен, Медицински роман
- Немачка : Ирис Ханика, Сама суштина
- Луксембург : Жан Бак, Аматер
- Румунија : Разван Радулеску, Теодосије млађи
- Словенија : Наташа Крамбергер, Небо у купинама : роман у причама
- Шпанија : Ракел Мартинес, Сенке једнорога
- Северна Македонија : Гоце Смилевски, Сестра Сигмунда Фројда

### 2011.
- Бугарска : Калин Терзијски, Постоји ли неко ко вас воли
- Чешка Република : Томаш Змешкал, Љубавна порука клинастим писмом
- Грчка : Костас Хаџиандониу, Агриђенто
- Исланд : Офејгур Сигурдсон, Прича о Јону
- Летонија : Инга Жолуде (Inga Žolude), Mierinājums Ādama kokam
- Лихтенштајн : Ирен Ниг (Iren Nigg), Man wortet sich die Orte selbst
- Малта : Имануел Мифсуд, У име оца (и сина)
- Црна Гора : Андреј Николаидис, Син
- Холандија : Родан Ал Галиди, Аутиста и голуб писмоноша
- Србија : Јелена Ленголд, Вашарски мађионичар
- Турска : Чилер Илхан, Изгнанство
- Уједињено Краљевство : Адам Фолдс, Убрзавајући лавиринт[8]

### 2012.
- Аустрија : Ана Ким, Замрзнуто време
- Хрватска : Лада Жиго, Рулет
- Француска : Лоранс Плазне, Љубав сама
- Мађарска : Виктор Хорват, Турско огледало
- Ирска : Кевин Бери, Град Бохан
- Италија : Емануеле Треви, Понешто записано
- Литванија : Гиедра Радвилавичуте (Giedra Radvilavičiūtė), Šiąnakt aš miegosiu prie sienos
- Норвешка : Гунстеин Баке, Мод и Ауд : роман о саобраћају
- Пољска : Пјотр Пазињски, Пансион
- Португал : Афонсо Круз, Кокошкина лутка
- Словачка : Јана Бенова, Кафе хијена
- Шведска : Сара Манхајмер, Радња[9]

### 2013.
- Белгија : Изабел Вери, Мерилин без костију
- Босна и Херцеговина : Фарук Шехић, Књига о Уни
- Кипар : Емилиос Соломоу (Αιμίλιος Σολωμού), Hμερολóγιο μιας απιστίας (Emerológio mias apistías)
- Данска : Кристијан Банг Фос, Смрт вози Ауди
- Естонија : Мелис Фридентал, Пчеле
- Финска : Катри Липсон, Сладолеџија
- Немачка : Марица Бодрожић, Трешњино дрво и стара осећања
- Луксембург : Тулио Форђарини, Амок : луксембуршка љубавна прича
- Северна Македонија : Лидија Димковска, Резервни живот
- Румунија : Јоана Првулеску, Живот почиње у петак
- Словенија : Габриела Бабник, Доба суше
- Шпанија : Кристијан Крусат, Кратка теорија о путовању и пустињи

### 2014.
- Албанија : Бен Блуши (Ben Blushi), Otello, Arapi i Vlorës
- Бугарска : Милен Русков, Узвишење
- Чешка Република : Јан Њемец, Историја светла : роман о фотографу Франтишеку Дртиколу
- Грчка : Макис Цитас, Бог ми је сведок
- Исланд : Одни Ејр, Простори
- Летонија : Јанис Јоњевс (Jānis Joņevs), Jelgava 94
- Лихтенштајн : Армин Ури (Armin Öhri), Die dunkle Muse: Historischer Kriminalroman
- Малта : Пјер Ј. Мејлак, Изговорено под окриљем ноћи
- Црна Гора : Огњен Спахић, Пуна глава радости
- Холандија : Маренте де Мор, Холандска девица
- Србија : Угљеша Шајтинац, Сасвим скромни дарови
- Турска : Биргил Огуз, Аха
- Уједињено Краљевство : Иви Вајлд, Све птице певају[3][10]

### 2015.
- Аустрија : Каролина Шути, Мора да сам једном ходала по мекој трави
- Хрватска : Лука Бекавац, Виљево
- Француска : Гаел Жос, Последњи чувар острва Елис
- Мађарска : Едина Сворен, Нема, и нека не буде
- Ирска : Донал Рајан, Срце на капији
- Италија : Лоренцо Амури, Без даха
- Литванија : Ундине Радзевичиуте, Рибе и змајеви
- Норвешка : Ида Хегази Хејер, Опрости
- Пољска : Магдалена Парис, Мађионичар
- Португал : Давид Машадо, Просечна вредност среће
- Словачка : Светлана Жухова, Слике из живота М.
- Шведска : Сара Стридсберг, Бекомберја : ода мојој породици[5]

### 2016.
- Белгија : Кристоф ван Геревеј, Да будеш у току
- Босна и Херцеговина : Тања Ступар Трифуновић, Сатови у мајчиној соби
- Кипар : Антонис Георгију (Αντωνης Γεωργιου), Ένα άλπουμ ιστορίες (Éna álpoum istoríes)
- Данска : Бјорн Расмусен, Кожа је еластична футрола која обавија цело тело
- Естонија : Паво Матсин, Гогољев диско
- Финска : Сеља Ахава, Ствари које падају с неба
- Немачка : Бенедикт Велс, Крај самоће
- Луксембург : Гаст Гребер, Дани : кратке приче
- Румунија : Клаудиу М. Флоријан, Узрасти игре. Улица тврђаве
- Словенија : Јасмин Б. Фрелих, На/пола
- Шпанија : Хесус Караско, Земља коју газимо
- Северна Македонија : Ненад Јолдески, Секој со своето езеро

### 2017.
- Албанија : Руди Еребара (Rudi Erëbara), Epika e yjeve të mëngjesit
- Бугарска : Ина Валчанова, Остров Крах
- Чешка Република : Бјанка Белова, Језеро
- Грчка : Каља Пападаки, Дендрити
- Исланд : Халдора Тородсен, Двоструко стакло
- Летонија : Освалд Зебрис, У сенци Петловог брда
- Малта : Валид Набхан, Егзодус рода
- Црна Гора : Александар Бечановић, Arcueil : илузорни алманах
- Холандија : Џамал Уаријаши, Глад
- Србија : Дарко Тушевљаковић, Јаз
- Турска : Сине Ергун (Sine Ergün), Baştankara
- Уједињено Краљевство : Санџив Сахота, Година избеглих[11]

### 2018.
Године 2018 награда Европске уније за књижевност прославила је десетогодишњицу. У част овог јубилеја организован је ексклузивни конкурс за Награду читалаца Европске уније за најбољу европску причу, на који је могло да се пријави само 108 дотадашњих победника, а изабрано је пет добитника:
- Луксембург : Жан Бак, Europäesch Wolleken
- Северна Македонија : Лидија Димковска, Кога заминав од „Карл Либкнехт“
- Луксембург : Гаст Гребер, Aktuelle Wetterwarnung: überwiegend dichter Nebel
- Србија : Јелена Ленголд, Јасмин и смрт
- Румунија : Јоана Парвулеску, O voce[13]

### 2019.
- Аустрија : Лаура Фројденталер, Прича о утварама
- Финска : Пиа Леино, Небеса
- Француска : Софи Дол, У великој перионици
- Мађарска : Река Ман-Вархеђи, Магнетно брдо
- Грузија : Бека Адамашвили, Сви умиру у овој књизи
- Грчка : Никос Хрисос (Νίκος Χρυσός), Καινούργια μέρα (Kainourgia mera)
- Ирска : Јан Карсон (Jan Carson), The Firestarters
- Италија : Ђовани Дозини, А Бабукар је ишао први
- Литванија : Дајна Ополскајте, Пирамиде дана
- Пољска : Марта Ђидо, Уживање
- Румунија : Татјана Цибулеак, Стаклена башта
- Словачка : Ивана Добраковова, Мајке и камионџије
- Украјина : Хаска Шијан (Гаська Шиян), За спиною
- Уједињено Краљевство : Мелиса Харисон (Melissa Harrison), All Among the Barley

### 2020.
- Белгија : Натали Сковронек, Мапа кајања
- Босна и Херцеговина : Лана Басташић, Ухвати зеца
- Хрватска : Маша Колановић, Поштовани кукци и друге језиве приче
- Кипар : Ставрос Христодулу, На дан кад се река заледила
- Данска : Аста Оливија Норденхоф, Скандинавска звезда 1. део : Дубок џеп
- Естонија : Мудлум (''Mudlum''), Poola poisid
- Немачка : Матијас Наврат, Тужни гост
- Косово : Шпетим Селмани (Shpëtim Selmani), Libërthi i dashurisë
- Луксембург : Францис Кирпс, Мутације
- Црна Гора : Стефан Бошковић, Министар
- Северна Македонија : Петар Андоновски, Страх од варвара
- Норвешка : Марија Наваро Скарангер, Књига о жалости
- Шпанија : Ирене Сола, Кад ја певам, играју планине[14][15]

### 2021.
- Албанија : Том Кука (Tom Kuka), Flama
- Јерменија : Арам Пачјан (Արամ Պաչյան), P/F
- Бугарска : Георги Бардаров (Георги Бърдаров), Absolvo te
- Чешка Република : Луције Фаулерова, Морана
- Исланд : Сигрун Палсдотир (Sigrún Pálsdóttir), Delluferðin
- Летонија : Лаура Виноградова (Laura Vinogradova), Upe
- Малта : Лара Калеја, Све сте упропастили
- Холандија : Херда Блес, Ми смо светлост
- Португал : Фредерико Педреира, Кошмарна сећања једног месечара
- Србија : Дејан Тиаго Станковић, Замалек
- Словенија : Ања Мугерли (Anja Mugerli), Čebelja družina
- Шведска : Максим Григоријев, Европа
- Тунис : Амин Ал Гази (أمين الغزي), زندالي ليلة 14 جانفي 2011 (Zindali laylat 14 janfi 2011)[16]

### 2022.
Године 2022 промењен је начин награђивања. Седмочлани жири бира само једног победника и пет додатних дела посебно поменутих (special menitons).
Победник:
- Грузија : Ива Пезуашвили (ივა ფეზუაშვილი), ბუნკერი (Bunk’eri)

Посебно поменути:
- Белгија : Геја Шутерс (Gaea Schoeters), Trofee
- Босна и Херцеговина : Слађана Нина Перковић, У јарку
- Ирска : Таг Мак Донаган (Tadhg Mac Dhonnagáin), Madame Lazare
- Шпанија : Хакобо Бергареће (Jacobo Bergareche), Los días perfectos
- Украјина : Јевгенија Кузњецова, Питајте Мијечку

### 2023.
Победник:
- Хрватска : Мартина Видаић, Стјенице [18]

Посебно поменути:
- Кипар : Хари Н. Спаноу (Χαρι Ν. Σπανου), Φυλάκιο (Fylákio)
- Естонија : Тонис Тотсен (Tõnis Tootsen), Ahvide pasteet. Ühe ahvi mälestusi ja mõtteid
- Финска : Ида Раума (Iida Rauma), Hävitys
- Француска : Мод Симоно (Maud Simonnot), L’heure des oiseaux
- Косово : Аг Аполони, Kësulëkuqja, përrallë për të rritur